# Ypatingasis būrys
Le Ypatingasis būrys est une unité spéciale de soldats lituaniens pendant la Seconde Guerre mondiale.
Composée de 50 à 100 hommes, cette unité est connue pour sa participation à différents massacres de masse. Avec la police de sécurité lituanienne et les bataillons TDA, elle fut la principale unité collaborationniste en Lituanie occupée par les nazis.
Elle est formée de volontaires dont nombreux sont issus des nationalistes de l'Union des tireurs de Lituanie et elle évolue sous autorité allemande, dans un premier temps avec les Einsatzgruppen au sein de l'Einsatzkommando 9, puis du Sicherheitsdienst et enfin du Sicherheitspolizei.
Lors du massacre de Poneriai, de juillet 1941 à août 1944, le nombre de personnes assassinées par cette unité est d'environ 70 000 juifs, 20 000 Polonais et 8 000 Russes qui pour la plupart habitaient Vilnius.
Les Ypatingasis būrys participent également à d'autres exécutions de masse, à Nemenčinė, Naujoji Vilnia, Varėna, Jašiūnai, Eišiškės, Trakai, Semeliškės et Švenčionys.
Une vingtaine de membres sont jugés par les autorités soviétiques et polonaises, certains après-guerre, d'autres dans les années 1970.